# Chauncey Leake
Pour les articles homonymes, voir Leake.
Chauncey Depew Leake (5 septembre 1896 - 11 janvier 1978) est un pharmacologue, historien de la médecine et éthicien américain.

## Biographie
Leake est né à Elizabeth, New Jersey. À 10 ans, il est soigné par l'ophtalmologiste Carl Koller.
Leake a obtenu une licence avec spécialisation en biologie, chimie et philosophie de l'Université de Princeton. Il a obtenu sa maîtrise (1920) et son doctorat (1923) de l'Université du Wisconsin à Madison en pharmacologie et physiologie.
Leake a découvert un nouvel anesthésiant, l'éther halogéné. L'une de ses publications était une traduction de l'ouvrage physiologique de 1628 De motu cordis (Sur le mouvement du cœur) du latin en anglais.
En 1973, Leake est l'un des signataires du Manifeste humaniste II (en).
Une collection de ses papiers est conservée à la National Library of Medicine à Bethesda, Maryland.

## Prix et distinctions
Il a reçu la médaille UCSF en 1975.
En 1937-1938 il est président de l'History of Science Society.
En 1960, il est président de l'Association américaine pour l'avancement des sciences.

## Publications
- (la + en) William Harvey et Chauncey D. Leake (éd.) (trad. Chauncey D. Leake), Exercitatio anatomica de motu cordis et sanguinis in animalibus, Springfield (Illinois) et Baltimore (Maryland), Charles C. Thomas, 1928 (lire en ligne).